# Giuseppe Ripa
Giuseppe Ripa (Giffoni Sei Casali, 3 febbraio 1923 – Vallo della Lucania, 2 gennaio 2005) è stato un giornalista e poeta italiano.

## La vita
Giuseppe Ripa nasce a Prepezzano, frazione del comune di Giffoni Sei Casali. In giovane età (12 anni) si trasferisce con la sua famiglia a San Marco di Castellabate, dove dimorò per tutta la sua vita.

## Attività
Ripa dedica tutta la sua vita al giornalismo, collaborando con numerose testate come Il Mattino, Il Giornale, Il Tempo, Il Quotidiano, Corriere della Nazione, Roma, il Giornale di Napoli, L'Appennino e Cronache del Mezzogiorno. Viene riconosciuto come il precursore del giornalismo "epico" e il giornalista decano del Cilento.

## Premio
Dato il suo impegno socioculturale e la sua carriera giornalistica, costellata da svariati riconoscimenti, viene ricordato mediante un premio culturale che si svolge annualmente a Castellabate e porta il suo nome ("Premio Ripa").